# Teorema de Torricelli

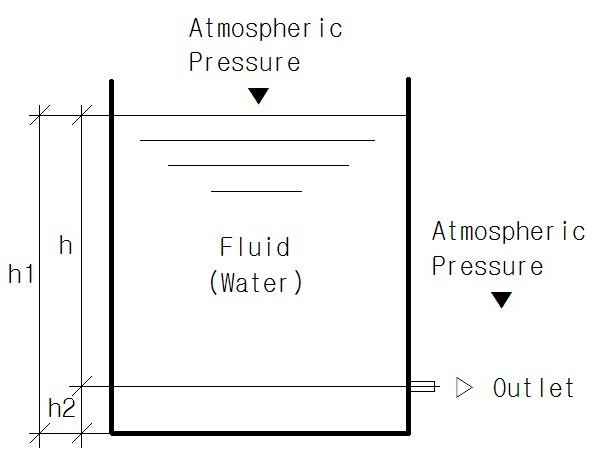
Teorema de Torricelli. En un recipiente abierto, la velocidad de salida del líquido por la salida es igual a la velocidad del objeto que se deja caer desde una altura h después de haber caído esta distancia h.

El teorema de Torricelli o principio de Torricelli es la aplicación del principio de Bernoulli y estudia el flujo de un líquido contenido en un recipiente, a través de un pequeño orificio, bajo la acción de la gravedad.

La velocidad de un líquido en una vasija abierta, por un orificio, es la que tendría un cuerpo cualquiera, cayendo libremente en el vacío desde el nivel del líquido hasta el centro de gravedad del orificio.

Matemáticamente la ecuación de Bernoulli se describe como:

{\displaystyle V_{t}={\sqrt {2\cdot g\cdot \left(h+{\frac {v_{0}^{2}}{2\cdot g}}\right)}}}

donde:
- {\displaystyle \ V_{t}} es la velocidad teórica del líquido a la salida del orificio
- {\displaystyle \ v_{0}} es la velocidad de aproximación o inicial.
- {\displaystyle \ h} es la distancia desde la superficie del líquido al centro del orificio.
- {\displaystyle \ g} es la aceleración de la gravedad

Para velocidades de aproximación bajas, la mayoría de los casos, la expresión anterior se transforma en:

{\displaystyle V_{r}=C_{v}{\sqrt {2\cdot g\cdot h}}}

donde:
- {\displaystyle \ V_{r}} es la velocidad real media del líquido a la salida del orificio
- {\displaystyle \ C_{v}} es el cociente de velocidad. Para cálculos preliminares en aberturas de pared delgada puede admitirse 0,95 en el caso más desfavorable.

tomando {\displaystyle \ C_{v}} =1
{\displaystyle V_{r}={\sqrt {2\cdot g\cdot h}}}
Experimentalmente se ha comprobado que la velocidad media de un chorro de un orificio de pared delgada, es inversamente proporcional a la raíz cúbica de lo que dictamina que la fórmula ideal, debido a la viscosidad del fluido y otros factores tales como la tensión superficial, de ahí el significado de este coeficiente de velocidad.

## Caudal descargado
El caudal o volumen del fluido que pasa por el orificio en un tiempo, {\displaystyle \ Q}, puede calcularse como el producto de {\displaystyle \ S_{c}}, el área real de la sección contraída, por {\displaystyle \ V_{r}}, la velocidad real media del fluido que pasa por esa sección, y por consiguiente se puede escribir la siguiente ecuación:

{\displaystyle Q=S_{c}\cdot V_{r}=(S\cdot C_{c})C_{v}{\sqrt {2\cdot g\cdot h}}}

{\displaystyle Q=C_{d}\cdot S{\sqrt {2\cdot g\cdot h}}}

en donde
- {\displaystyle S{\sqrt {2\cdot g\cdot h}}} representa la descarga ideal que habría ocurrido si no estuvieran presentes la fricción y la contracción.
- {\displaystyle \ C_{c}} es el coeficiente de contracción de la vena fluida a la salida del orificio. Su significado radica en el cambio brusco de sentido que deben realizar las partículas de la pared interior próximas al orificio. Es la relación entre el área contraída {\displaystyle \ S_{c}} y la del orificio {\displaystyle \ S}. Suele estar en torno a 0,65.
- {\displaystyle \ C_{d}} es el coeficiente por el cual el valor ideal de descarga es multiplicado para obtener el valor real, y se conoce como coeficiente de descarga. Numéricamente es igual al producto de los otros dos coeficientes. {\displaystyle \ C_{d}=C_{c}C_{v}}

El coeficiente de descarga variará con la carga y el diámetro del orificio. Sus valores para el agua han sido determinados y tabulados por numerosos experimentadores. De forma orientativa se pueden tomar valores sobre 0,6. Así se puede apreciar la importancia del uso de estos coeficientes para obtener unos resultados de caudal aceptables.